# Дзержинська гора
Дзержинська гора (до 1958 року Свята гора. біл. Свята́я, Дзяржы́нская) — найвища точка Мінської височини (Білоруське пасмо) та Білорусі, розташована в Дзержинському районі Мінської області. У 1958 році Свята гора була перейменована на гору Дзержинського, на честь засновника ВЧК/НКВД Фелікса Дзержинського.
Гора розташована біля села Скірмонтово, за 20 км на північ від міста Дзержинська і за 30 км на північний захід від Мінська. Висота 345 метрів над рівнем моря. Біля основи гори є витоки річок Птич, Іслоч, Сула, Уса. Складена з морени, покрита суглинками і супісками, що сформувалися під час поозерського заледеніння. 15 % території на північному заході під молодим лісом.
На вершині встановлено пам'ятний знак «Найвища точка Білорусі».